# Вила Санта (Модена)
Вила Санта је насеље у Италији у округу Модена, региону Емилија-Ромања.
Према процени из 2011. у насељу је живело 114 становника. Насеље се налази на надморској висини од 128 м.